# Badminton-Senioreneuropameisterschaft 2018
Die Badminton-Senioreneuropameisterschaft 2024 fand vom 24. bis zum 30. September 2018 in Guadalajara statt.

## Die Sieger und Platzierten

### Senioren 35+
| Veranstaltung | Gold                               | Silber                                      | Bronze                       |
| ------------- | ---------------------------------- | ------------------------------------------- | ---------------------------- |
| Herreneinzel  | Stanislav Pukhov                   | Jan Fröhlich                                | Alex Marritt                 |
| Herreneinzel  | Stanislav Pukhov                   | Jan Fröhlich                                | Lars Christian Termansen     |
| Dameneinzel   | Perrine Lebuhanic                  | Joanna Dix                                  | Hana Milisová                |
| Dameneinzel   | Perrine Lebuhanic                  | Joanna Dix                                  | Katja Wengberg               |
| Herrendoppel  | Hendrik Westermeyer Roman Zirnwald | Johnny Hast Hansen Lars Christian Termansen | Morten Aarøe Lars Klintrup   |
| Herrendoppel  | Hendrik Westermeyer Roman Zirnwald | Johnny Hast Hansen Lars Christian Termansen | Alex Marritt Nick Ponting    |
| Damendoppel   | Jenny Kruseborn Cecilia Närfors    | Anne-Gaelle Depagne Céline Heude            | Hélène Dijoux Audrey Petit   |
| Damendoppel   | Jenny Kruseborn Cecilia Närfors    | Anne-Gaelle Depagne Céline Heude            | Tiina Kähler Katharina Meyer |
| Mixed         | Alex Marritt Rebecca Pantaney      | Felix Hoffmann Claudia Vogelgsang           | Jan Fröhlich Hana Milisová   |
| Mixed         | Alex Marritt Rebecca Pantaney      | Felix Hoffmann Claudia Vogelgsang           | Steve Smith Sarah Burgess    |

### Senioren 40+
| Veranstaltung | Gold                                 | Silber                                | Bronze                                |
| ------------- | ------------------------------------ | ------------------------------------- | ------------------------------------- |
| Herreneinzel  | Oliver Colin                         | Thomas Blondeau                       | Kristóf Horváth                       |
| Herreneinzel  | Oliver Colin                         | Thomas Blondeau                       | Björn Wippich                         |
| Dameneinzel   | Georgy van Soerland                  | Claudia Vogelgsang                    | Marcela Exl                           |
| Dameneinzel   | Georgy van Soerland                  | Claudia Vogelgsang                    | Rebecca Pantaney                      |
| Herrendoppel  | Tihomir Kirov Plamen Mihalev         | Oliver Colin Morten Eilby Rasmussen   | André Bertko Frank Heuwing            |
| Herrendoppel  | Tihomir Kirov Plamen Mihalev         | Oliver Colin Morten Eilby Rasmussen   | Joel Mevel Eric Wasylyk               |
| Damendoppel   | Esther Fleurbaay Georgy van Soerland | Sunniva Aminoff Claudia Vogelgsang    | Natalia Gorodnicheva Maria Kurochkina |
| Damendoppel   | Esther Fleurbaay Georgy van Soerland | Sunniva Aminoff Claudia Vogelgsang    | Rebecca Pantaney Lynne Swan           |
| Mixed         | Stanislav Pukhov Maria Kurochkina    | Gerben Bruijstens Georgy van Soerland | Mark MacKay Esther Fleurbaay          |
| Mixed         | Stanislav Pukhov Maria Kurochkina    | Gerben Bruijstens Georgy van Soerland | Björn Wippich Jessica Willems         |

### Senioren 45+
| Veranstaltung | Gold                            | Silber                          | Bronze                              |
| ------------- | ------------------------------- | ------------------------------- | ----------------------------------- |
| Herreneinzel  | Carsten Loesch                  | Fernando Silva                  | Christophe Lionne                   |
| Herreneinzel  | Carsten Loesch                  | Fernando Silva                  | Ulf Svensson                        |
| Dameneinzel   | Olga Kuznetsova                 | Csilla Fórián                   | Esther Fleurbaay                    |
| Dameneinzel   | Olga Kuznetsova                 | Csilla Fórián                   | Barbara Kulanty                     |
| Herrendoppel  | Mikael Nilsson Joakim Nordgren  | Carl Jennings Vadim Nazarov     | Philip Kurz Rémy Matthey de l’Etang |
| Herrendoppel  | Mikael Nilsson Joakim Nordgren  | Carl Jennings Vadim Nazarov     | Stefan Edvardsson Ulf Svensson      |
| Damendoppel   | Natalia Gonchar Olga Kuznetsova | Dorota Grzejdak Barbara Kulanty | Elizabeth Austin Caroline Hale      |
| Damendoppel   | Natalia Gonchar Olga Kuznetsova | Dorota Grzejdak Barbara Kulanty | Marina Kårström Gitte Kruse         |
| Mixed         | Carsten Loesch Dorte Steenberg  | Nick Ponting Julie Bradbury     | Morten Aarup Lene Struwe Andersen   |
| Mixed         | Carsten Loesch Dorte Steenberg  | Nick Ponting Julie Bradbury     | Brian Tim Juul Jensen Caroline Hale |

### Senioren 50+
| Veranstaltung | Gold                          | Silber                          | Bronze                          |
| ------------- | ----------------------------- | ------------------------------- | ------------------------------- |
| Herreneinzel  | Magnus Nytell                 | Magnus Gustavsson               | Jean Christensen                |
| Herreneinzel  | Magnus Nytell                 | Magnus Gustavsson               | Arjan Regtien                   |
| Dameneinzel   | Erika Stich                   | Tanja Eberl                     | Sabine Aberer                   |
| Dameneinzel   | Erika Stich                   | Tanja Eberl                     | Betty Blair                     |
| Herrendoppel  | Graham Henderson Mark Topping | Magnus Nytell Erik Söderberg    | Rajeev Bagga Mark Golds         |
| Herrendoppel  | Graham Henderson Mark Topping | Magnus Nytell Erik Söderberg    | Fredrik Ingemansson Hans Møller |
| Damendoppel   | Betty Blair Debbie Miller     | Christine Summers Tracy Walker  | June Hammond Lesley Pallett     |
| Damendoppel   | Betty Blair Debbie Miller     | Christine Summers Tracy Walker  | Mandy Joiner Linda Pearcy       |
| Mixed         | Rajeev Bagga Elizabeth Austin | Mark Topping Dorothy McCullough | Magnus Nytell Tanja Karlsson    |
| Mixed         | Rajeev Bagga Elizabeth Austin | Mark Topping Dorothy McCullough | Erik Söderberg Anki Gunners     |

### Senioren 55+
| Veranstaltung | Gold                                         | Silber                        | Bronze                                     |
| ------------- | -------------------------------------------- | ----------------------------- | ------------------------------------------ |
| Herreneinzel  | Geir Storvik                                 | Jean-Jacques Bontemps         | Per Juul Ulrich                            |
| Herreneinzel  | Geir Storvik                                 | Jean-Jacques Bontemps         | Martin Qvist Olesen                        |
| Dameneinzel   | Svetlana Zilberman                           | Cathy Bargh                   | Lone Hagelskjær Knudsen                    |
| Dameneinzel   | Svetlana Zilberman                           | Cathy Bargh                   | Jeannette van der Werff                    |
| Herrendoppel  | Morten Christensen Martin Qvist Olesen       | Bengt Mellquist Geir Storvik  | Eric Plane Roger Taylor                    |
| Herrendoppel  | Morten Christensen Martin Qvist Olesen       | Bengt Mellquist Geir Storvik  | Jan Bertram Petersen Jesper Kritter Tolman |
| Damendoppel   | Heidi Bender Svetlana Zilberman              | Pamela Peard Sian Williams    | Susan Coulson Pauline Williams             |
| Damendoppel   | Heidi Bender Svetlana Zilberman              | Pamela Peard Sian Williams    | Helle Buch Lone Hagelskjær Knudsen         |
| Mixed         | Jan Bertram Petersen Jeannette van der Werff | Graham Henderson Pamela Peard | Morten Christensen Helle Buch              |
| Mixed         | Jan Bertram Petersen Jeannette van der Werff | Graham Henderson Pamela Peard | Gene Austin Joyner Launa Eyles             |

### Senioren 60+
| Veranstaltung | Gold                          | Silber                          | Bronze                           |
| ------------- | ----------------------------- | ------------------------------- | -------------------------------- |
| Herreneinzel  | Yury Smirnov                  | Tariq Farooq                    | Rolf Rüsseler                    |
| Herreneinzel  | Yury Smirnov                  | Tariq Farooq                    | Dan Travers                      |
| Dameneinzel   | Heidi Bender                  | Marie-Luise Schulta-Jansen      | Christine Black                  |
| Dameneinzel   | Heidi Bender                  | Marie-Luise Schulta-Jansen      | Christine Crossley               |
| Herrendoppel  | John Molyneux Ian Purton      | Rob Ridder Dan Travers          | Tariq Farooq Karsten Meier       |
| Herrendoppel  | John Molyneux Ian Purton      | Rob Ridder Dan Travers          | Sergey Bushuev Vladimir Koloskov |
| Damendoppel   | Christine Black Marjan Ridder | Jennifer Cox Christine Crossley | Anne Bridge Christina Davies     |
| Damendoppel   | Christine Black Marjan Ridder | Jennifer Cox Christine Crossley | Barbara Davidson Jackie Hurst    |
| Mixed         | Dan Travers Christine Black   | Ian Purton Christine Crossley   | Phil Richardson Jackie Hurst     |
| Mixed         | Dan Travers Christine Black   | Ian Purton Christine Crossley   | Rob Ridder Marjan Ridder         |

### Senioren 65+
| Veranstaltung | Gold                         | Silber                               | Bronze                          |
| ------------- | ---------------------------- | ------------------------------------ | ------------------------------- |
| Herreneinzel  | Graham Michael Robinson      | Stefan Ohras                         | Per Mikkelsen                   |
| Herreneinzel  | Graham Michael Robinson      | Stefan Ohras                         | Gösta Söderkvist                |
| Dameneinzel   | Betty Bartlett               | Marguerite Butt                      | Brenda Creasey                  |
| Dameneinzel   | Betty Bartlett               | Marguerite Butt                      | Ilona Frahm                     |
| Herrendoppel  | William Hamblett Graham Holt | Peter Emptage John Gardner           | Robert J. Bell Royston V. Lord  |
| Herrendoppel  | William Hamblett Graham Holt | Peter Emptage John Gardner           | Jeppe Skov Jespen Per Mikkelsen |
| Damendoppel   | Betty Bartlett Eileen Carley | Ann Hurst Avril Sloane               | Marguerite Butt Brenda Creasey  |
| Damendoppel   | Betty Bartlett Eileen Carley | Ann Hurst Avril Sloane               | Jette Nielsen Irene Sterlie     |
| Mixed         | Peter Emptage Betty Bartlett | Graham Michael Robinson Avril Sloane | Robert J. Bell Penelope Shears  |
| Mixed         | Peter Emptage Betty Bartlett | Graham Michael Robinson Avril Sloane | Graham Holt Ann Hurst           |

### Senioren 70+
| Veranstaltung | Gold                          | Silber                       | Bronze                                |
| ------------- | ----------------------------- | ---------------------------- | ------------------------------------- |
| Herreneinzel  | Per Dabelsteen                | Jim Garrett                  | Ian Brothers                          |
| Herreneinzel  | Per Dabelsteen                | Jim Garrett                  | Harry Skydsgaard                      |
| Dameneinzel   | Renate Gabriel                | Elvira Richter               | Viviane Bonnay                        |
| Dameneinzel   | Renate Gabriel                | Elvira Richter               | Irene Sterlie                         |
| Herrendoppel  | Knud Danielsen Torben Hansen  | Michael John Cox Jim Garrett | Carl-Johan Nybergh Kenneth Tantum     |
| Herrendoppel  | Knud Danielsen Torben Hansen  | Michael John Cox Jim Garrett | Svend Aage Slothuus Niels Aage Uttrup |
| Damendoppel   | Victoria Betts Thea Gyldenøhr | Joanna Elson Val O’Neill     | Susan Awcock Jan Hewett               |
| Damendoppel   | Victoria Betts Thea Gyldenøhr | Joanna Elson Val O’Neill     | Beryl Goodall Mary Jenner             |
| Mixed         | Per Dabelsteen Irene Sterlie  | Roger Baldwin Victoria Betts | Jim Garrett Susan Awcock              |
| Mixed         | Per Dabelsteen Irene Sterlie  | Roger Baldwin Victoria Betts | Kenneth Tantum Joanna Elson           |

### Senioren 75+
| Veranstaltung | Gold       | Silber        | Bronze             |
| ------------- | ---------- | ------------- | ------------------ |
| Herreneinzel  | Paweł Gasz | Paul van Beek | Helmuth Kreulitsch |
| Herreneinzel  | Paweł Gasz | Paul van Beek | Osmo Perkinen      |